# Сомоса Дебайле, Луис
Луис Анастасио Сомоса Дебайле (исп. Luis Anastasio Somoza Debayle; 18 ноября 1922, Леон — 13 апреля 1967, Манагуа) — президент Никарагуа с 29 сентября 1956 по 1 мая 1963. Старший сын диктатора А. Сомосы.
Учился инженерному делу в США в университетах Луизианы, Калифорнии и Мэриленда. Потом, в соответствии с семейной традицией, согласно которой старший в семействе получал президентский пост, а следующий по старшинству — пост командующего Национальной гвардией, занял эту последнюю должность.

## Биография
Луис Сомоса родился 18 ноября 1922 года в Леоне. В возрасте 14 лет он и его младший брат Анастасио учились в колледже Святого Лео недалеко от Тампа, прежде чем продолжить учебу в Военной академии Ла Саль на Лонг-Айленде. Затем Луис получил образование в Государственном университете Луизианы, где он был членом латиноамериканского братства Phi Sigma Alpha. 9 июня 1947 года Луис женился на костариканке Изабель Уркуйо; у них родилось семеро детей.
Занял пост президента после убийства своего отца — Анастасио Сомосы. Луис был назначен исполняющим обязанности президента до проведения всеобщих выборов, которые состоялись в феврале 1957 года, по итогам которых он был избран президентом страны. Его правление было несколько мягче, чем режим его отца. Однако, гражданские свободы были ограничены, а коррупция оставалась широко распространенным явлением. На следующий же день после своей инаугурации 2 мая 1957 года объявил войну Гондурасу, но вскоре военные действия были прекращены при посредничестве ОАГ.

## Диктатура Луиса Сомосы
На его правление выпал период обострения политической ситуации во всём регионе в связи с революцией на Кубе, и конкретно внутриполитического положения в Никарагуа. Именно в его правление, в 1961 году, был основан Сандинистский фронт национального освобождения.
При режиме Луиса Сомосы Никарагуа сыграла ключевую роль в создании в декабре 1960 года Центральноамериканского общего рынка, а «Альянс за прогресс» поддержал создание этого общего рынка. Во время вторжения в заливе Свиней Луис позволил подготовленным ЦРУ кубинским повстанцам высадиться из Пуэрто-Кабесаса на Карибском побережье Никарагуа.

### Начало восстания сандинистов
С 1958 года в Никарагуа начались вооружённые выступления против режима, особенно усилившиеся в 1959—1960 гг. после победы Кубинской революции.
В мае 1959 года отряд повстанцев десантировался в Никарагуа с кубинских самолётов, однако в следующем году Л. Сомосе в основном удалось ликвидировать партизанские группировки. Попытка «экспорта» революции с Кубы провалилась. В качестве ответного шага Луис Сомоса позволил США устроить в Никарагуа тренировочную базу для кубинских иммигрантов «контрас» и использовать территорию страны в качестве плацдарма для вторжения на Кубу (17 апреля 1961 года, высадка в заливе Свиней).
В 1962 году в горах у реки Рио-Коко войсками Сомосы были разгромлены первые партизанские отряды созданного годом ранее «Сандинистского фронта Национального освобождения», и в стране на некоторое время наступило относительное затишье, иногда прерываемое редкими рейдами партизан из Гондураса и экспроприациями, производимыми сандинистами в отделениях никарагуанских банков.

### «Демократизация режима»
В 1963 году, желая «демократизировать» фасад режима, Луис Сомоса провел «президентские выборы», проведя в президенты Рене Шика Гутьерреса, бывшего личного секретаря своего отца — А. Сомосы. Сам Л. Сомоса фактически продолжал руководить страной.
Младший брат Луиса — Анастасио Сомоса Дебайле возглавлял Национальную гвардию и во время президентства своего старшего брата был вторым по влиянию человеком в стране. Хотя Луис отказался баллотироваться на переизбрание в 1963 году, он и Анастасио позаботились о том, чтобы президентство с 1963 года занимали политики, лояльные семье Сомоса. В результате Луис оставался реальной властью в Никарагуа до своей смерти в 1967 году, когда в возрасте 44 лет он перенес обширный сердечный приступ в Манагуа.
Луис Сомоса был президентом нижней палаты Национального конгресса Никарагуа в 1950–1953 и 1954–1956 годах, и президентом Сената в 1965–1966 годах.

## Смерть
Луис Сомоса умер в Манагуа 13 апреля 1967 года от сердечного приступа, через несколько месяцев после выборов президента в Никарагуа. Он был похоронен в Cementerio Occidental вместе со своим отцом в мавзолее Национальной гвардии в Манагуа, Никарагуа. В начале 1990-х годов его жена Изабель Уркуйо переехала в Хьюстон, штат Техас, где и умерла в 2014 году.